# Előd Dudás
Dr. Előd Dudás (mađarski: Dudás Előd) (Budimpešta, 2. ožujka, 1987.) mađarski je slavist, slovenist, kroatist, prevoditelj. Predavač je na Odsjeku slavistike Filozofskog fakulteta na Sveučilištu Lóránta Eötvösa (ELTE) u Budimpešti.

## Životopis
Előd Dudás odrastao je u mjestu Tápiószecső oko Budimpešte. Godine 2005. maturirao je u srednjoj školi sv. Ladislava u Budimpešti. Od 2006. do 2009. godine studirao je slovenski i hrvatski jezik na Odsjeku za slavistiku na Sveučilištu ELTE. Diplomski rad pisao je o mađarskim posuđenicama staroga prekomurskog književnog jezika.
Od 2009. do 2011. godine studirao je na magistarskoj razini. Magistarski rad pisao je o mađarskom jezičnom utjecaju u Prekomurskoj martjanskoj pjesmarici (iz 16. i 17. stoljeća).
Od 2011. do 2014. godine završio je doktorski studij. Naslov njegove disertacije je: A muravidéki szlovén irodalmi nyelv magyar jövevényszavai (Mađarske posuđenice prekomurskog slovenskog književnog jezika).
Danas živi u Ceglédbercelu.

## Znanstvena i istraživačka djela
Sad je docent slavistike na Sveučilištu ELTE. Na fakultetu predaje hrvatski jezik, književnost i povijest književnosti. Njegovo djelo pokrije istraživanje mađarsko-prekomurskih jezičnih i mađarsko-slovenskih književnih kontakta te povijesti prekomurskog književnog jezika, suvremene prekomurštine, povijesti prekomurskog pravopisa, povijesti kajkavskog književnog jezika i mađarsko-hrvatskih jezičnih i književnih kontakta. Pohađao je slavističke sastanke o slovenskom, hrvatskom i češkom jeziku. Napisao je mnogo rasprava i znanstvenih članaka na slovenskom, hrvatskom i mađarskom jeziku. Također je sudjelovao u antologijama i prevodio slovenske književne tekstove.

## Vanjske poveznice
- DR. DUDÁS ELŐD TANÁRSEGÉD (ELTE BTK Szláv és Balti Filológiai Intézet)
- Dr. Dudás Előd (potrdilo doktorata)